# Lintong Nihuta
Lintong Nihuta is een bestuurslaag in het regentschap Toba Samosir van de provincie Noord-Sumatra, Indonesië. Lintong Nihuta telt 986 inwoners (volkstelling 2010).